# From Conception: Live 1981
From Conception: Live 1981 es el quinto álbum en vivo de la banda estadounidense de hard rock y heavy metal Dokken, publicado en 2007 por Rhino Records. Su grabación se llevó a cabo durante la gira europea del álbum debut Breaking the Chains en 1981, antes que firmaran con Elektra Records. Tras su lanzamiento se cuestionó si realmente se registró en ese año, debido a que en los créditos figuró Jeff Pilson quien llegó a la banda a principios de 1983, siendo Juan Croucier el bajista durante el año de la supuesta grabación. Por otro lado, cabe señalar que las canciones «Goin' Down», «Hit and Run» y «You're a Liar» nunca habían sido incluidos en los discos anteriores.

## Lista de canciones
| N.º | Título                | Duración |  |
| 1.  | «Paris Is Burning»    | 4:48     |  |
| 2.  | «Goin' Down»          | 3:42     |  |
| 3.  | «In the Middle»       | 4:53     |  |
| 4.  | «Young Girls»         | 3:55     |  |
| 5.  | «Hit and Run»         | 3:51     |  |
| 6.  | «Night Rider»         | 8:15     |  |
| 7.  | «Guitar Solo»         | 2:58     |  |
| 8.  | «Live to Rock»        | 5:05     |  |
| 9.  | «Breaking the Chains» | 6:24     |  |
| 10. | «You're a Liar»       | 4:46     |  |

## Músicos
- Don Dokken: voz
- George Lynch: guitarra líder
- Jeff Pilson: bajo
- Mick Brown: batería